# Domagnano

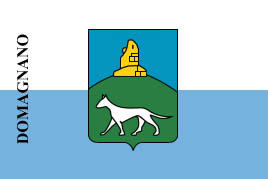
Flagge von Domagnano

Domagnano ist eine Gemeinde (italienisch comune, san-marinesisch castello) in der Republik San Marino.

## Geografie
Domagnano hat 3.569 Einwohner und eine Fläche von 6,62 km².
Der Ort grenzt an die san-marinesischen Gemeinden Faetano, Borgo Maggiore und Serravalle sowie an die italienische Gemeinde Coriano (Provinz Rimini).
Zu Domagnano gehören die Ortsteile (italienisch Frazione, san-marinesisch Curazie) Cà Giannino, Fiorina, Piandivello, Spaccio Giannoni und Torraccia.
Das Wappen der Gemeinde zeigt einen laufenden weißen Wolf vor einem von einer Turmruine gekrönten Berg und symbolisiert so den alten Ortsnamen Montelupo („Wolfsberg“).  Der Hügel Montelupo im Ortsteil Torraccia bietet schöne Ausblicke sowohl zum Berg Titano im Westen als auch zur Adria im Osten.

## Geschichte
Auf dem Montelupo bei Torraccia befand sich im Mittelalter eine strategisch wichtige Festung der Malatesta, ein bereits aus langobardischer Zeit stammender Wehrturm, von dem aus das umliegende Gebiet überwacht werden konnte. Der Montelupo wurde 1463 nach der Eroberung durch San Marino in das Gemeindegebiet eingegliedert. Der südwestliche Teil Domagnanos gehört der Republik San Marino seit deren Gründung an.
Aus dem Gebiet Domagnanos stammen bedeutende archäologische Funde: Neben ungefähr 2000 römischen Münzen entdeckte man 1892 den Tesoro di Domagnano („Schatz von Domagnano“). Er besteht aus Goldschmiedearbeiten aus dem 5. Jahrhundert und war vermutlich der Schmuck einer ostgotischen Adligen. Der Schatz ist heute unter verschiedene Museen in der ganzen Welt aufgeteilt; die meisten Objekte befinden sich im British Museum in London und im Germanischen Nationalmuseum in Nürnberg, darunter eine der berühmten Adlerfibeln aus Gold mit Edelsteineinlagen. Der Schatz wird einer Frau aus dem Umfeld des Gotenkönigs Theoderich zugeordnet. Die Frau war wohl Christin. Zu diesem Schluss kam es, da auf der Adlerfibel ein Kreuz zu erkennen ist. Die Frau war vermutlich dem bei den Goten üblichen Arianismus anhängig. Bei dieser Form des Christentums wird ein Unterschied zwischen Gottvater, Jesus und dem Heiligen Geist angenommen.

## Sport
In Domagnano spielt der FC Domagnano, der nach Titeln erfolgreichste Fußballverein des Landes. Er hat vier Meisterschaften von San Marino, acht Pokale des Wettbewerbs Coppa Titano (ähnlich dem Ligapokal) und drei Verbandspokale gewonnen.

## Verkehr
Im Ortsteil Torraccia befindet sich die Aviosuperficie Torraccia, der einzige Flugplatz von San Marino.

## Gemeindepartnerschaften
- Soragna (Provinz Parma), Italien, seit 1988[8]

## Bilder

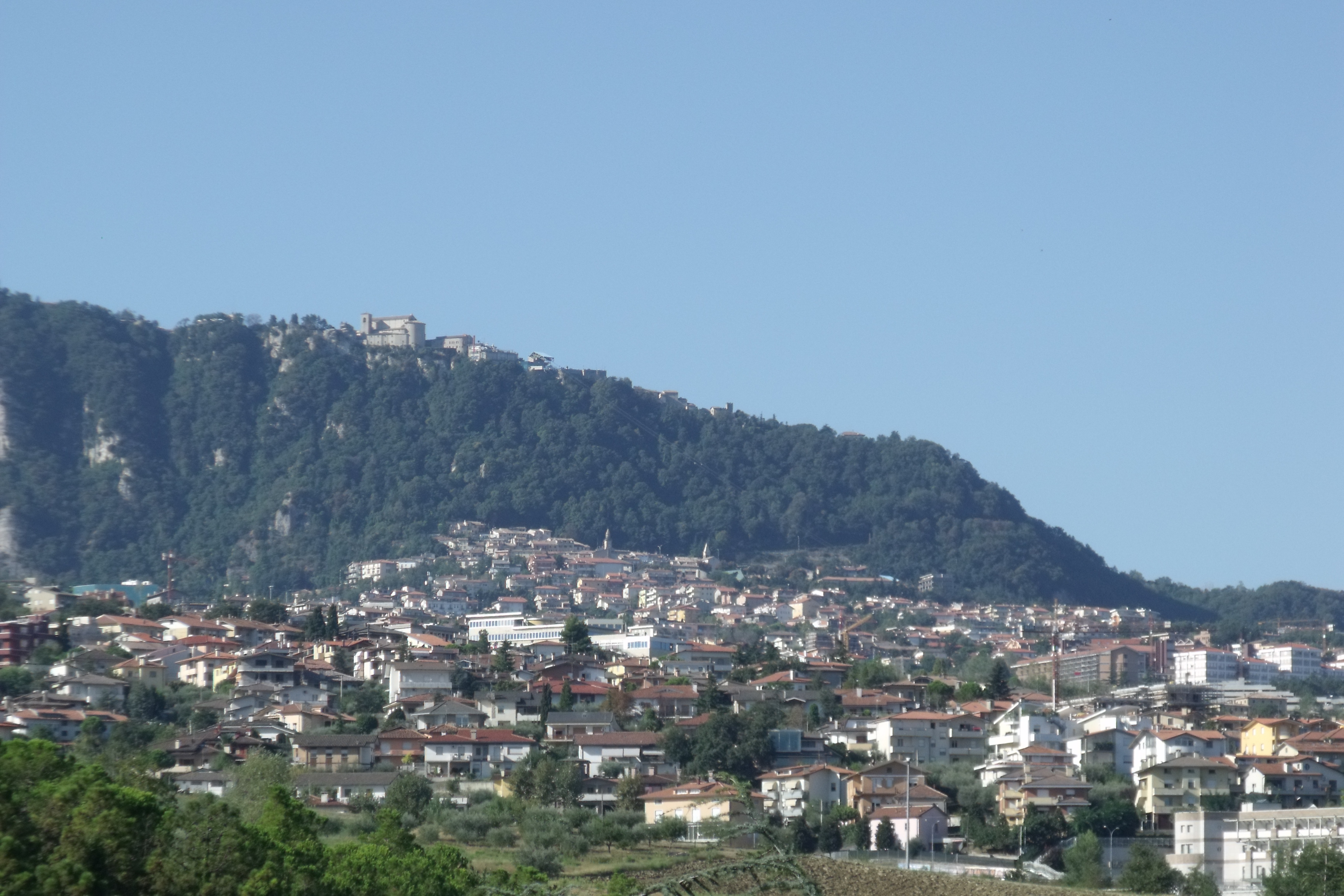
Panorama von Domagnano vor dem Ortsteil Borgo Maggiore und der Basilika in San Marino Stadt
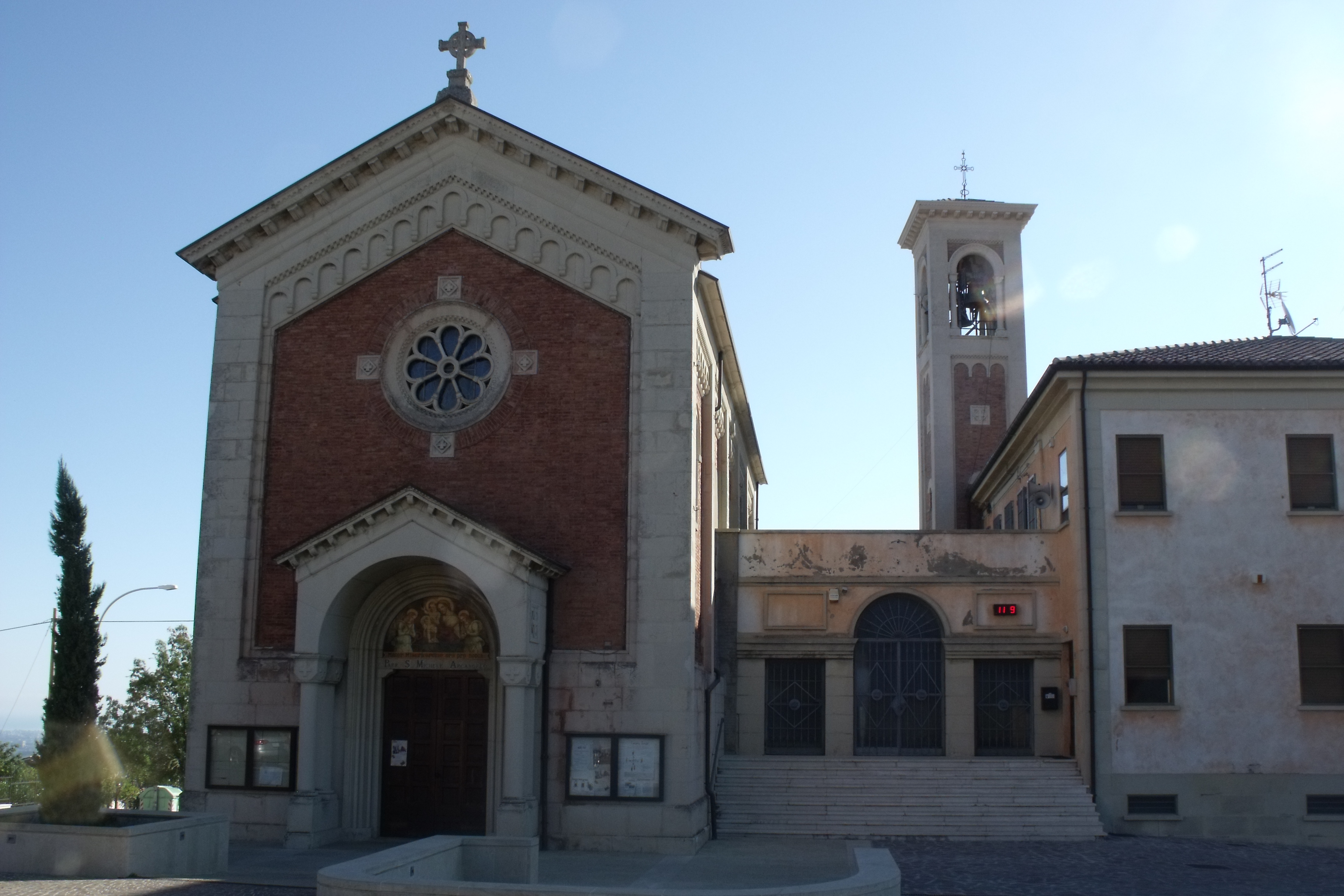
Die Kirche San Michele Arcangelo in Domagnano
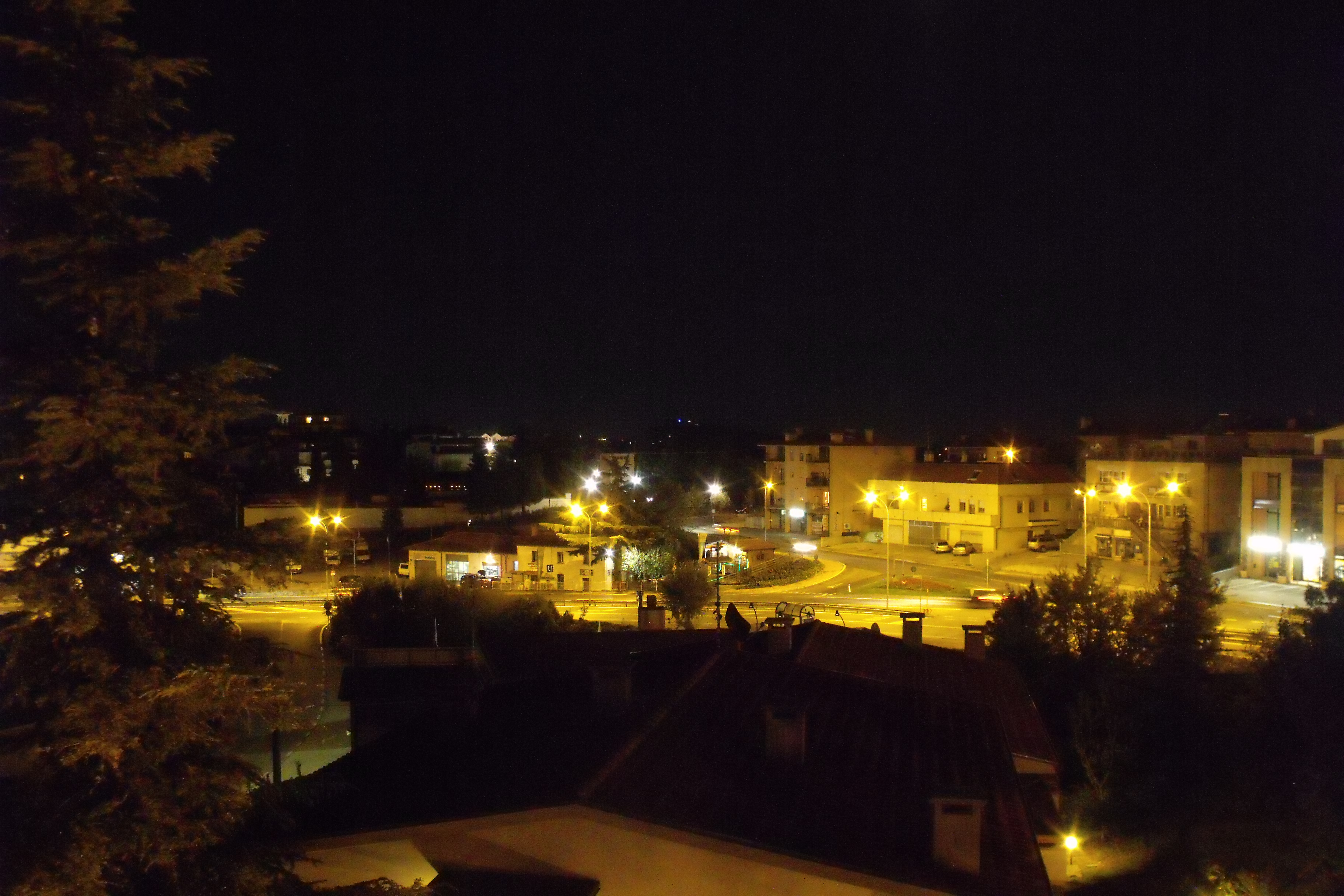
Domagnano und die Hauptstraße Via 25 Marzo nachts